# Landessportler des Jahres (Brandenburg)
Die Wahl zu Brandenburgs Sportler des Jahres wird seit 1992 durchgeführt. Sie wird vom Landessportbund Brandenburg veranstaltet. Eine Jury aus Medienvertretern von der Lausitzer Rundschau, der Märkischen Oderzeitung, der Märkischen Allgemeinen, den Potsdamer Neuesten Nachrichten und vom Rundfunk Berlin-Brandenburg (rbb) stimmt über die ersten drei Plätze jeder Kategorie ab. Die Preisträger werden im Rahmen einer Sportgala in Potsdam ausgezeichnet.
Bei den Männern siegte siebenmal und damit am häufigsten der Kanute Sebastian Brendel; er holte zudem noch zweimal bei den Teams den Titel. Die Kanutin Franziska Weber hält bei den Frauen mit sechs Auszeichnungen den Rekord. In der Teamwertung sind die Fußballfrauen des 1. FFC Turbine Potsdam, die zehnmal gewannen, am erfolgreichsten.

## Preisträger
| Jahr | Sportler                         | Sportlerin                             | Team                                                     |
| ---- | -------------------------------- | -------------------------------------- | -------------------------------------------------------- |
| 2023 | Jacob Schopf Kanurennsport       | Emma Hinze Bahnradsport                | RSC Cottbus Radsport                                     |
| 2022 | Sebastian Brendel Kanurennsport  | Emma Hinze Bahnradsport                | SC Potsdam Volleyball (Frauen)                           |
| 2021 | Ronald Rauhe Kanurennsport       | Emma Hinze Bahnradsport                | Max Lemke/Ronald Rauhe (KC Potsdam) Kanurennsport        |
| 2020 | wegen COVID-19-Pandemie abgesagt | wegen COVID-19-Pandemie abgesagt       | wegen COVID-19-Pandemie abgesagt                         |
| 2019 | Ronald Rauhe Kanurennsport       | Emma Hinze Bahnradsport                | SC Potsdam Volleyball (Frauen)                           |
| 2018 | Sebastian Brendel Kanurennsport  | Lisa Buckwitz Bobsport                 | FC Energie Cottbus Fußball (Männer)                      |
| 2017 | Sebastian Brendel Kanurennsport  | Franziska Weber Kanurennsport          | Sebastian Brendel/Stefan Kiraj/Jan Vandrey Kanurennsport |
| 2016 | Sebastian Brendel Kanurennsport  | Franziska Weber Kanurennsport          | Sebastian Brendel/Jan Vandrey Kanurennsport              |
| 2015 | Sebastian Brendel Kanurennsport  | Stephanie Pohl Bahnradsport            | Potsdamer SV im OSC Schwimmen                            |
| 2014 | Sebastian Brendel Kanurennsport  | Antje Möldner-Schmidt Leichtathletik   | 1. FFC Turbine Potsdam Fußball (Frauen)                  |
| 2013 | Maximilian Levy Bahnradsport     | Franziska Weber Kanurennsport          | 1. FFC Turbine Potsdam Fußball (Frauen)                  |
| 2012 | Sebastian Brendel Kanurennsport  | Franziska Weber Kanurennsport          | Kurt Kuschela/Peter Kretschmer Kanurennsport             |
| 2011 | Philipp Boy Turnen               | Franziska Weber Kanurennsport          | 1. FFC Turbine Potsdam Fußball (Frauen)                  |
| 2010 | Philipp Boy Turnen               | Franziska Weber Kanurennsport          | 1. FFC Turbine Potsdam Fußball (Frauen)                  |
| 2009 | Nico Schmidt Ringen              | Fanny Fischer Kanurennsport            | 1. FFC Turbine Potsdam Fußball (Frauen)                  |
| 2008 | Kevin Kuske Bobsport             | Katrin Wagner-Augustin Kanurennsport   | 1. FFC Turbine Potsdam Fußball (Frauen)                  |
| 2007 | Kevin Kuske Bobsport             | Nadine Angerer Fußball                 | Tim Wieskötter/Ronald Rauhe Kanurennsport                |
| 2006 | Kevin Kuske Bobsport             | Katrin Wagner-Augustin Kanurennsport   | FC Energie Cottbus Fußball (Männer)                      |
| 2005 | Manfred Kurzer Sportschießen     | Yvonne Bönisch Judo                    | 1. FFC Turbine Potsdam Fußball (Frauen)                  |
| 2004 | Manfred Kurzer Sportschießen     | Yvonne Bönisch Judo                    | 1. FFC Turbine Potsdam Fußball (Frauen)                  |
| 2003 | Andreas Erm Leichtathletik       | Ariane Hingst Fußball (Frauen)         | 1. FFC Turbine Potsdam Fußball (Frauen)                  |
| 2002 | Danilo Häußler Boxen             | Jana Henke Schwimmen                   | 1. FFC Turbine Potsdam Fußball (Frauen)                  |
| 2001 | Danilo Hondo Straßenradsport     | Kathrin Boron Rudern                   | FC Energie Cottbus Fußball (Männer)                      |
| 2000 | Thoralf Berg Quadrathlon         | Kathrin Boron Rudern                   | FC Energie Cottbus Fußball (Männer)                      |
| 1999 | Danilo Hondo Straßenradsport     | Judith Arndt Bahnradsport              | FC Energie Cottbus Fußball (Männer)                      |
| 1998 | Danilo Hondo Straßenradsport     | Birgit Fischer Kanurennsport           | AC Lauchhammer Kraftsport                                |
| 1997 | Axel Schulz Boxen                | Judith Arndt Bahnradsport              | FC Energie Cottbus Fußball (Männer)                      |
| 1996 | Henry Maske Boxen                | Birgit Fischer Kanurennsport           | FC Energie Cottbus Fußball (Männer)                      |
| 1995 | Henry Maske Boxen                | Birgit Schmidt (Fischer) Kanurennsport | Boxring Brandenburg Boxen                                |
| 1994 | Henry Maske Boxen                | Bianca Urbanke Handball                | Boxring Brandenburg Boxen                                |
| 1993 | Henry Maske Boxen                | Birgit Schmidt (Fischer) Kanurennsport | JC 90 Frankfurt (Oder) Judo                              |
| 1992 | Marko Spittka Judo               | Kathrin Freitag Bahnradsport           | JC 90 Frankfurt (Oder) Judo                              |